# Jay Chamberlain
Jay Clifford Chamberlain (* 29. Dezember 1925 in Los Angeles; † 1. August 2001 in Tucson) war ein US-amerikanischer Autorennfahrer.

## Karriere
Jay Chamberlain fuhr in den 1950er Jahren Sportwagenrennen in den USA. Seine bevorzugten Fahrzeuge waren Rennwagen der Marke Lotus, für die er einer der ersten Importeure in die Vereinigten Staaten war. 1957 kam er nach Europa und wurde in Le Mans gemeinsam mit Herbert MacKay-Fraser Neunter auf einem Werks-Lotus XI. Die beiden krönten ihre starke Leistung mit einem Sieg in der Klasse bis 750 cm³. Im gleichen Jahr wurde er Zweiter bei einem Sportwagenrennen in Rouen und verletzte sich zwei Wochen später bei einem weiteren Sportwagenrennen in Reims schwer, als er im Training von der Strecke abkam.
1958 hatte er auch in Le Mans einen schweren Unfall, als er in der Mulsanne in die Streckenbegrenzung fuhr. Chamberlain, diesmal mit Partner Pete Lovely in einem Lotus 15 unterwegs, blieb dabei unverletzt.
1962 fuhr er für die Ecurie Excelsior und deren Lotus 18 in der Automobil-Weltmeisterschaft. Nur beim Großen Preis von Großbritannien qualifizierte er sich für einen Weltmeisterschaftslauf. Am Ende wurde er mit einem Rückstand von elf Runden auf den Sieger Jim Clark 15.

## Statistik

### Statistik in der Automobil-Weltmeisterschaft
Diese Statistik umfasst alle Teilnahmen des Fahrers an der Automobil-Weltmeisterschaft, die heutzutage als Formel-1-Weltmeisterschaft bezeichnet wird.

#### Gesamtübersicht
| Saison | Team             | Chassis  | Motor         | Rennen | Siege | Zweiter | Dritter | Poles | schn. Rennrunden | Punkte | WM-Pos. |
| ------ | ---------------- | -------- | ------------- | ------ | ----- | ------- | ------- | ----- | ---------------- | ------ | ------- |
| 1962   | Ecurie Excelsior | Lotus 18 | Climax 1.5 L4 | 1      | −     | −       | −       | −     | −                | −      | −       |
| Gesamt | Gesamt           | Gesamt   | Gesamt        | 1      | −     | −       | −       | −     | −                | −      |         |

#### Einzelergebnisse
| Saison | 1 | 2 | 3 | 4  | 5   | 6   | 7 | 8 | 9 |
| ------ | - | - | - | -- | --- | --- | - | - | - |
| 1962   |   |   |   |    |     |     |   |   |   |
|        |   |   |   | 15 | DNQ | DNQ |   |   |   |

| Legende  | Legende            | Legende                                                          |
| Farbe    | Abkürzung          | Bedeutung                                                        |
| -------- | ------------------ | ---------------------------------------------------------------- |
| Gold     | –                  | Sieg                                                             |
| Silber   | –                  | 2. Platz                                                         |
| Bronze   | –                  | 3. Platz                                                         |
| Grün     | –                  | Platzierung in den Punkten                                       |
| Blau     | –                  | Klassifiziert außerhalb der Punkteränge                          |
| Violett  | DNF                | Rennen nicht beendet (did not finish)                            |
| Violett  | NC                 | nicht klassifiziert (not classified)                             |
| Rot      | DNQ                | nicht qualifiziert (did not qualify)                             |
| Rot      | DNPQ               | in Vorqualifikation gescheitert (did not pre-qualify)            |
| Schwarz  | DSQ                | disqualifiziert (disqualified)                                   |
| Weiß     | DNS                | nicht am Start (did not start)                                   |
| Weiß     | WD                 | zurückgezogen (withdrawn)                                        |
| Hellblau | PO                 | nur am Training teilgenommen (practiced only)                    |
| Hellblau | TD                 | Freitags-Testfahrer (test driver)                                |
| ohne     | DNP                | nicht am Training teilgenommen (did not practice)                |
| ohne     | INJ                | verletzt oder krank (injured)                                    |
| ohne     | EX                 | ausgeschlossen (excluded)                                        |
| ohne     | DNA                | nicht erschienen (did not arrive)                                |
| ohne     | C                  | Rennen abgesagt (cancelled)                                      |
| ohne     | keine WM-Teilnahme |                                                                  |
| sonstige | P/fett             | Pole-Position                                                    |
| sonstige | 1/2/3/4/5/6/7/8    | Punktplatzierung im Sprint-/Qualifikationsrennen                 |
| sonstige | SR/kursiv          | Schnellste Rennrunde                                             |
| sonstige | *                  | nicht im Ziel, aufgrund der zurückgelegten Distanz aber gewertet |
| sonstige | ()                 | Streichresultate                                                 |
| sonstige | unterstrichen      | Führender in der Gesamtwertung                                   |

### Le-Mans-Ergebnisse
| Jahr | Team                   | Fahrzeug   | Teamkollege           | Platzierung            | Ausfallgrund |
| ---- | ---------------------- | ---------- | --------------------- | ---------------------- | ------------ |
| 1957 | Lotus Engineering      | Lotus XI   | Herbert MacKay-Fraser | Rang 9 und Klassensieg |              |
| 1958 | Team Lotus Engineering | Lotus Mk15 | Pete Lovely           | Ausfall                | Unfall       |

### Sebring-Ergebnisse
| Jahr | Team           | Fahrzeug     | Teamkollege    | Teamkollege | Platzierung | Ausfallgrund |
| ---- | -------------- | ------------ | -------------- | ----------- | ----------- | ------------ |
| 1957 | Lotus Company  | Lotus Eleven | Ignacio Lozano |             | Ausfall     | Leck im Tank |
| 1958 | Team Lotus     | Lotus Eleven | Bill Frost     |             | Rang 9      |              |
| 1959 | Team Lotus     | Lotus Elite  | Pete Lovely    | Sam Weiss   | Rang 21     |              |
| 1960 | Lotus Cars USA | Lotus Elite  | Charles Evans  | Sam Weiss   | Rang 25     |              |

### Einzelergebnisse in der Sportwagen-Weltmeisterschaft
| Saison | Team           | Rennwagen             | 1   | 2   | 3   | 4   | 5   | 6   | 7   |
| ------ | -------------- | --------------------- | --- | --- | --- | --- | --- | --- | --- |
| 1957   | Lotus          | Lotus Eleven          | BUA | SEB | MIM | NÜR | LEM | KRI | CAR |
| 1957   | Lotus          | Lotus Eleven          |     | DNF |     |     | 9   |     |     |
| 1958   | Lotus          | Lotus Eleven Lotus 15 | BUA | SEB | TAR | NÜR | LEM | RTT |     |
| 1958   | Lotus          | Lotus Eleven Lotus 15 |     | 9   |     |     | DNF |     |     |
| 1959   | Lotus          | Lotus Elite           | SEB | TAR | NÜR | LEM | RTT |     |     |
| 1959   | Lotus          | Lotus Elite           | 21  |     |     |     | DNF |     |     |
| 1960   | Lotus Cars USA | Lotus Elite           | BUA | SEB | TAR | NÜR | LEM |     |     |
| 1960   | Lotus Cars USA | Lotus Elite           | 25  |     |     |     |     |     |     |